# 24 noiembrie
ianuarie • februarie • martie  • aprilie  • mai  • iunie  • iulie  • august  • septembrie  • octombrie  • noiembrie  • decembrie
24 noiembrie este a 328-a zi a calendarului gregorian și a 329-a zi în anii bisecți. Mai sunt 37 de zile până la sfârșitul anului.

## Evenimente

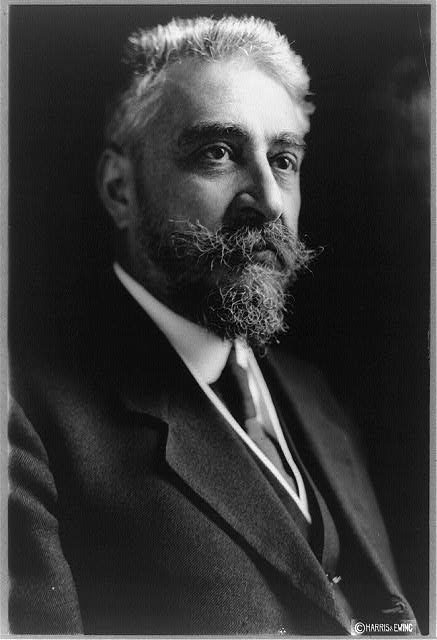
1927: Moartea prim-ministrului Ion I.C. Brătianu a deschis calea unei instabilități politice în România interbelică.

- 1227: Marele Duce al Poloniei Leszek I cel Alb este asasinat în timpul unui congres al Ducelui Gąsawa.
- 1473: Ștefan cel Mare cucerește Cetatea Dâmboviței (Bucureștilor).
- 1642: Abel Tasman este primul european care descoperă insula Van Diemen's Land (mai târziu numită Tasmania).
- 1700: Ludovic al XIV-lea al Franței îl proclamă pe nepotul său Filip de Anjou drept rege al Spaniei, provocând astfel Războiul pentru succesiunea spaniolă.

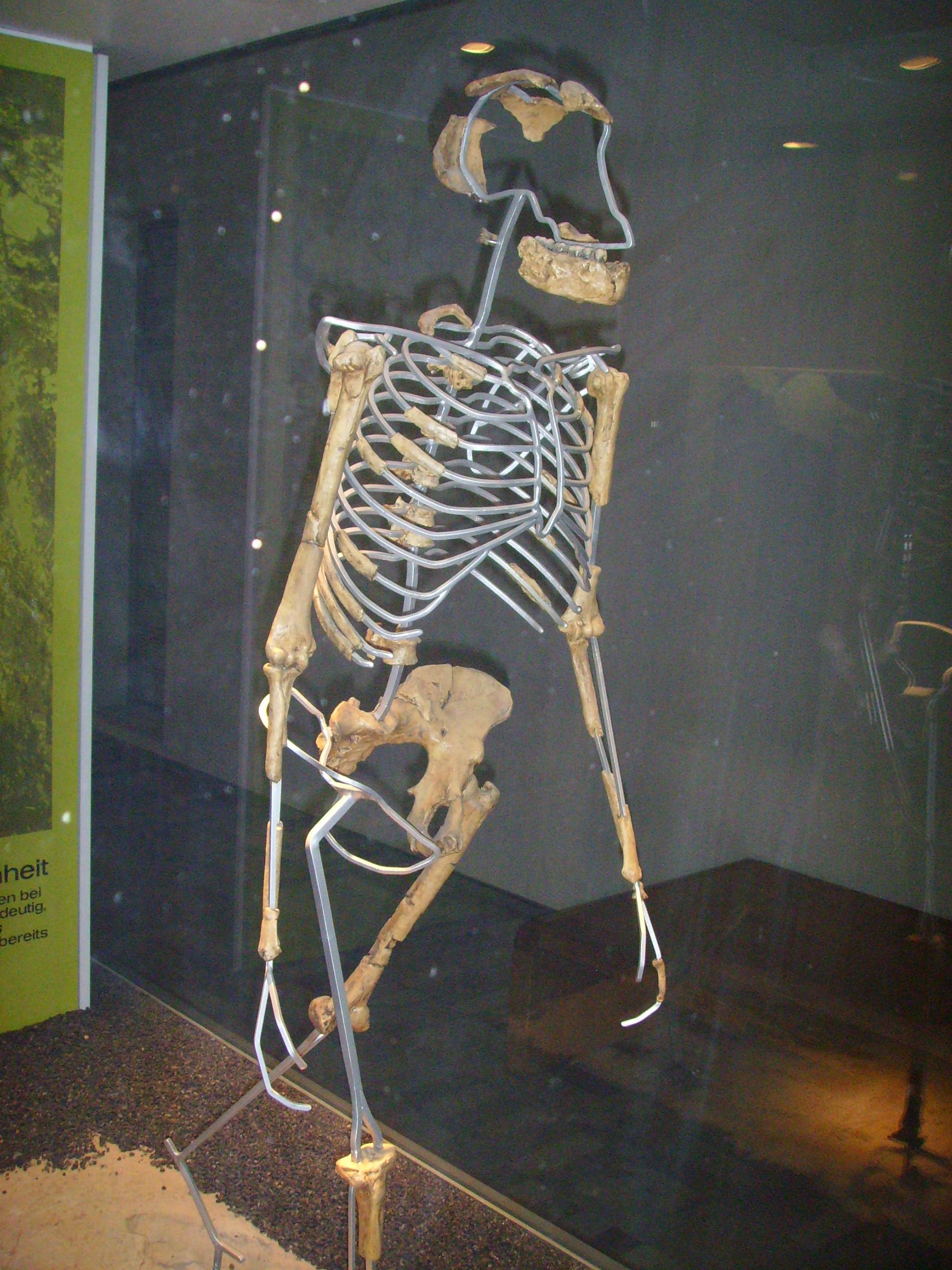
1974: Sunt descoperite în Etiopia fosilele unei femei preistorice (Australopithecus afarensis), botezate "Lucy" (după piesa "Lucy in the Sky with Diamonds" a trupei The Beatles), despre care se presupune că face parte dintre strămoșii omului.

- 1843: Mihail Kogălniceanu a rostit memorabilul "Cuvânt de deschidere al celui dintâi curs de istorie națională" la Academia Mihăileană din Iași, în care definește istoria și rolul ei în cristalizarea conștiinței naționale.
- 1859: A fost publicată "Originea speciilor" controversata lucrare a naturalistului englez Charles Robert Darwin (1809-1882).
- 1874: Americanul Joseph Farwell Glidden a inventat sârma ghimpată.
- 1879: Italia a recunoscut independența României. S-au stabilit relațiile diplomatice dintre cele doua state (24 noiembrie-6 decembrie).
- 1919: Coalizarea Partidului Național Român, Partidului Țărănesc, Partidului Naționalist–Democrat, Partidului Țărănesc din Basarabia și a altor grupări mici în "Blocul Parlamentar democratic".
- 1927: Moare, la București, prim-ministrul Ion I.C. Brătianu, de angine streptococice cu septicemie, aparent în urma unei operații de amigdalită, iar în funcția de președinte al Partidului Național Liberal este numit Vintilă I. C. Brătianu. Moartea lui Ion I.C. Brătianu a deschis calea unei instabilități politice în România interbelică.
- 1963: Lee Harvey Oswald, asasinul președintelui Kennedy, este ucis de Jack Ruby, proprietar al unui club de noapte.
- 1970: Vizita oficială în Marea Britanie a președintelui Consiliului de miniștri, I.Gh. Maurer; este primit de regina Elisabeta a II-a și poartă convorbiri cu primul ministrul Harold Wilson.
- 1974: Sunt descoperite în Etiopia fosilele unei femei preistorice (Australopithecus afarensis), botezate  "Lucy" (după piesa  "Lucy in the Sky with Diamonds" a trupei The Beatles), despre care se presupune că face parte dintre strămoșii omului.
- 1989: În ciuda evenimentelor din țările vecine, Nicolae Ceaușescu este reales, cu unanimitate de voturi, în funcția de secretar general al PCR.
- 1989: Revoluția de Catifea: Secretarul general al Partidului Comunist Cehoslovac, Miloš Jakeš, demisionează.
- 2000: Se lansează consola de jocuri video Sony PlayStation 2 în Europa.
- 2005: Finala concursului european "eEurope Awards", organizat de Institutul European pentru Administrație Publică, la care participă și România cu proiectul "www.e-licitație.ro". (Marea Britanie, Manchester, 24-25).
- 2019: Președintele Klaus Iohannis a câștigat un al doilea mandat de președinte al României cu 66,09%, în turul al doilea al alegerilor prezidențiale, iar reprezentantul PSD, Viorica Dăncilă, a obținut 33,91%. Prezența la vot a fost de 54,86%.

## Nașteri
- 1394: Charles d'Orléans,  Duce de Orléans, poet francez (d. 1465)
- 1615: Philip Wilhelm, Elector Palatin (d. 1690)
- 1632: Baruch Spinoza, filozof olandez (d. 1677)
- 1655: Carol al XI-lea, rege al Suediei (d. 1697)
- 1713: Laurence Sterne, scriitor englez (d. 1768)

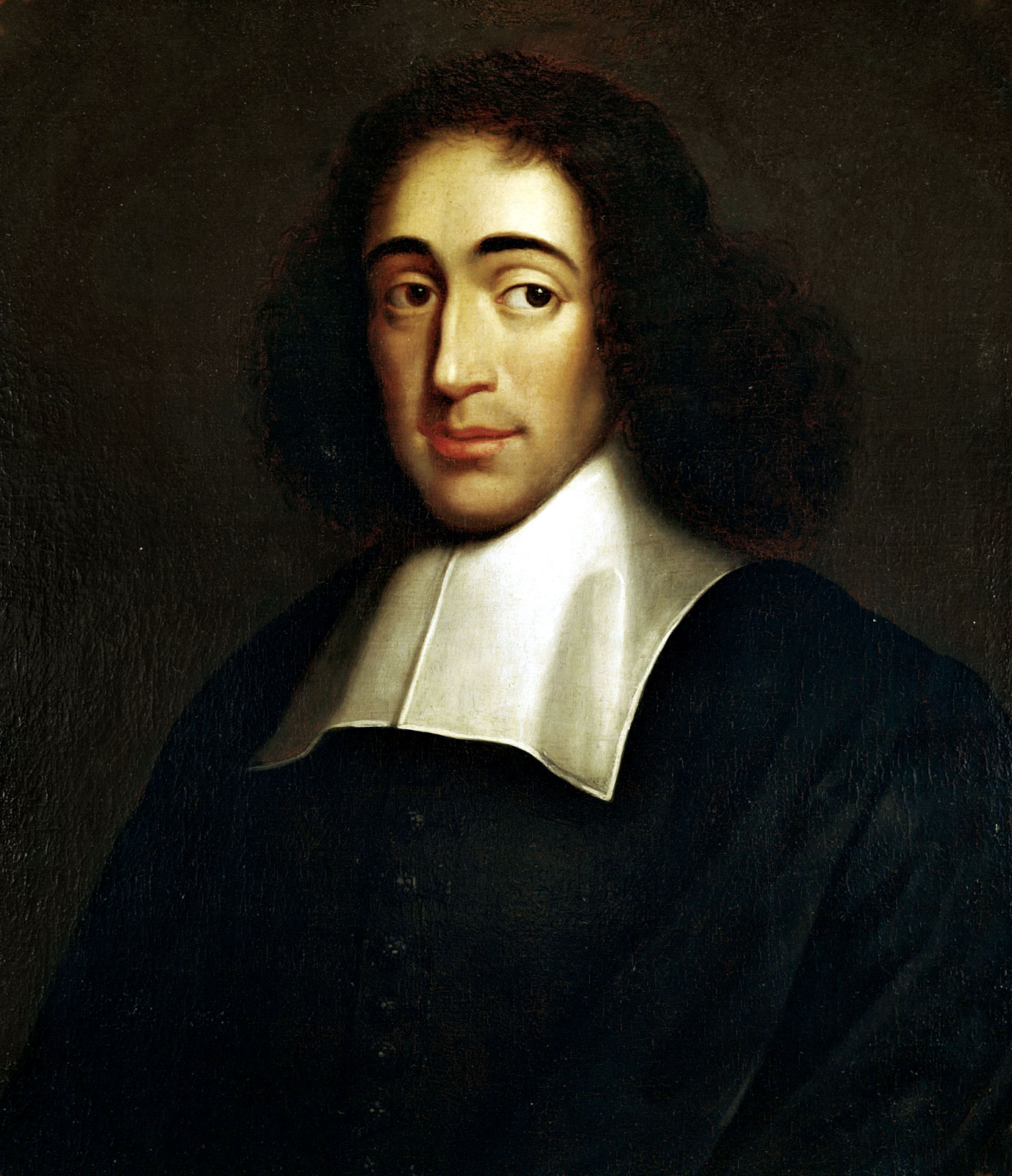
Baruch Spinoza, filozof olandez
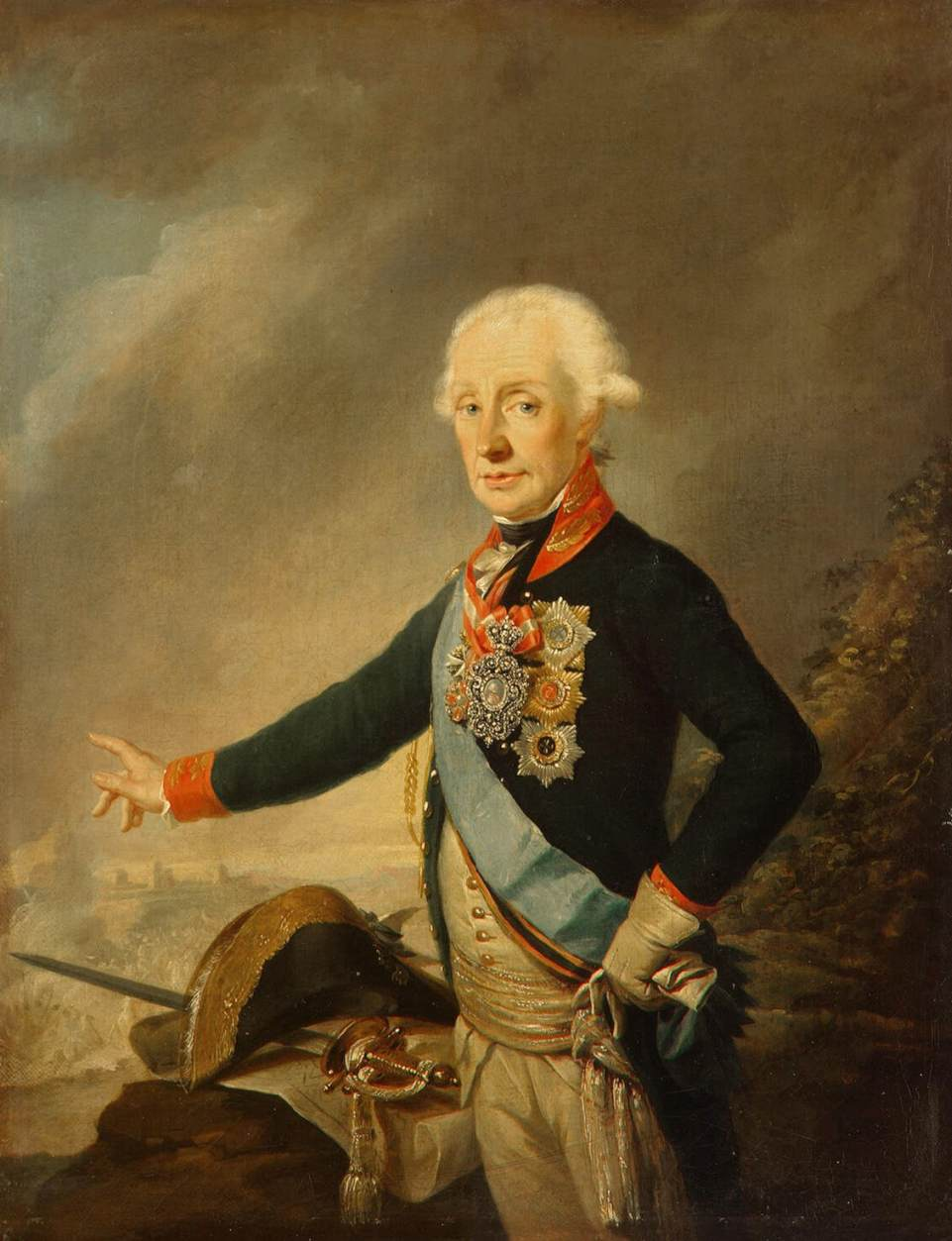
Aleksandr Suvorov, general al Imperiului rus
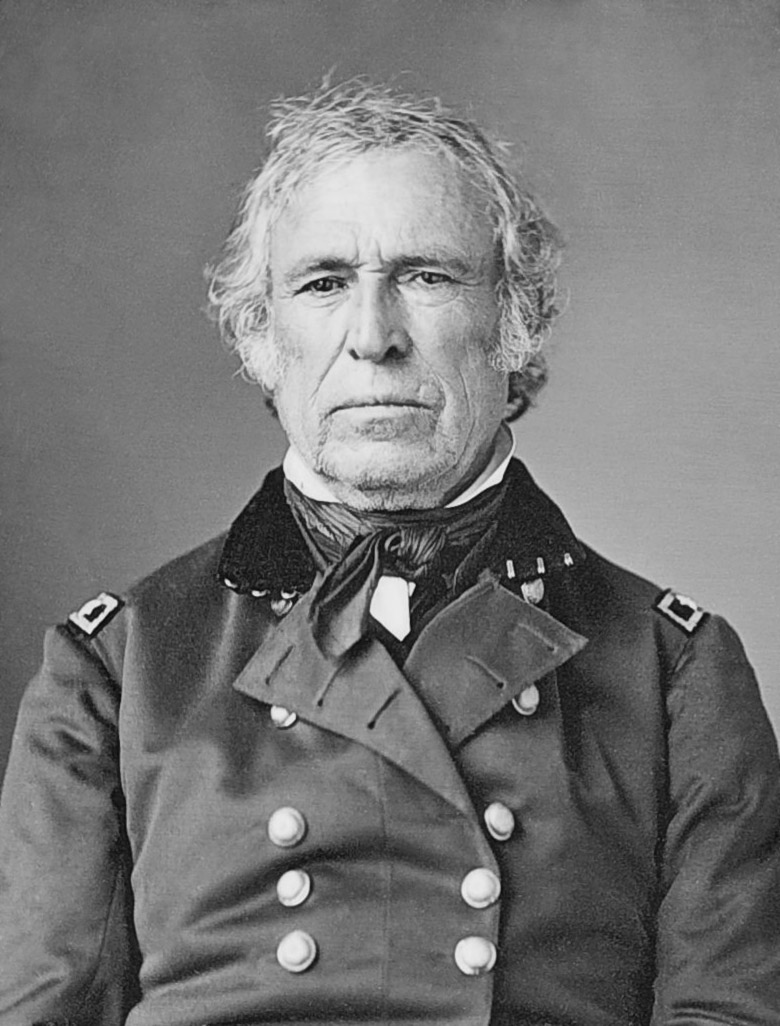
Zachary Taylor, al 12-lea președinte al Statelor Unite

- 1724: Maria Amalia de Saxonia, soția regelui Carol al III-lea al Spaniei (d. 1760)
- 1729: Aleksandr Suvorov, general al Imperiului rus  (d. 1800)
- 1731: Maria Fortunata d'Este, Prințesă Conti (d. 1803)
- 1745: Maria Louisa a Spaniei, soția lui Leopold al II-lea, Împărat Roman (d. 1792)
- 1752: Pierre Bulliard, botanist, micolog și fizician francez (d. 1793)
- 1784: Gustaf Wilhelm Finnberg, pictor finlandez (d. 1833)
- 1784: Zachary Taylor, om politic american, al 12-lea președinte al Statelor Unite (d. 1850)
- 1806: William Webb Ellis, cleric anglican, acreditat drept inventatorul rugbiului (d. 1872)
- 1808: Alphonse Karr, jurnalist francez, scriitor și satiric (d.1890)
- 1816: Barbu Iscovescu, pictor român (d. 1854)
- 1825: Julia Hauke, prințesă de Battenberg (d. 1895)
- 1826: Carlo Collodi, scriitor italian, creatorul lui Pinocchio (d. 1890)
- 1864: Henri de Toulouse-Lautrec, pictor francez (d. 1901)
- 1868: Scott Joplin, pianist american (d. 1917)
- 1870: Vittorio Emanuele, Conte de Torino (d. 1946)
- 1875: Louis Mathieu Verdilhan, pictor francez (d. 1928)
- 1876: Hideyo Noguchi, medic bacteriolog japonez (d. 1928)
- 1877: Marele Duce Boris Vladimirovici al Rusiei, verișor primar al Țarului Nicolae al II-lea (d. 1943)
- 1887: Erich von Manstein, general german (d. 1973)
- 1891: Maria Pawlikowska-Jasnorzewska, poetă și autoare dramatică poloneză (d. 1945)
- 1906: Alfred Kittner, poet german (d. 1991)
- 1912: Victor Iliu, regizor și actor român de film (d. 1968)
- 1914: Agostino Casaroli, cardinal italian (d. 1998)

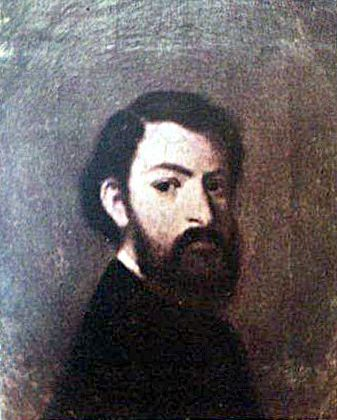
Barbu Iscovescu, pictor român
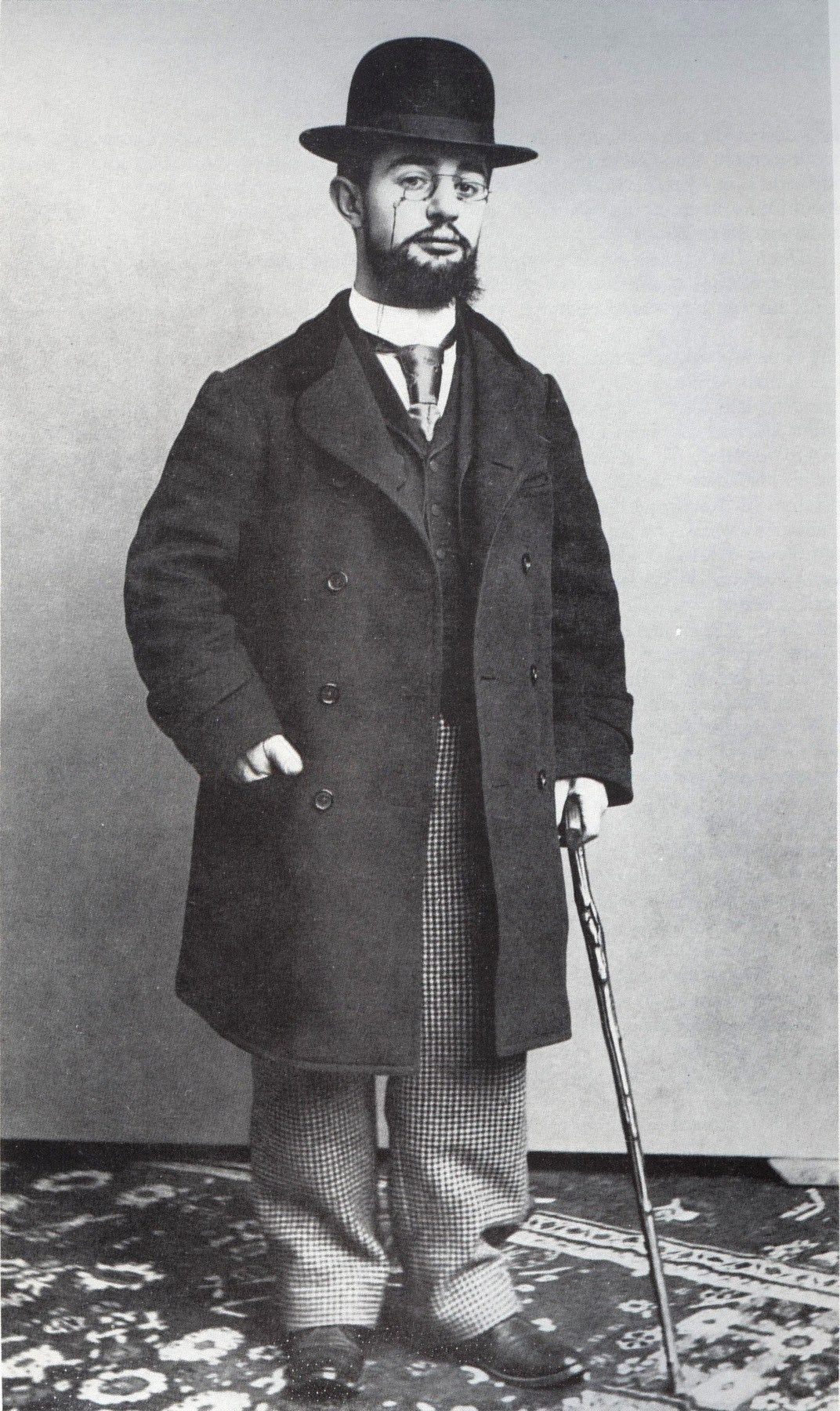
Henri de Toulouse-Lautrec, pictor francez
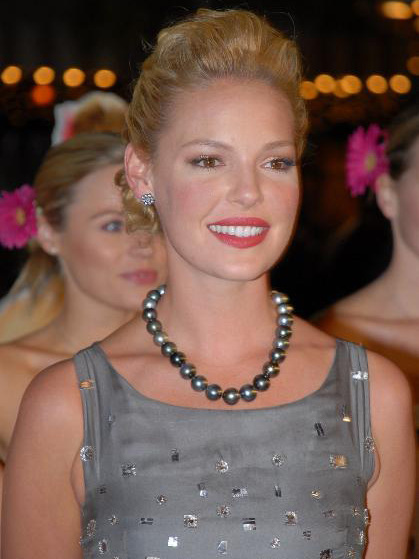
Katherine Heigl, actriță americană

- 1916: Forrest J. Ackerman, editor american (d. 2008)
- 1925: Simon van der Meer, fizician olandez (d. 2011)
- 1925: William F. Buckley Jr., autor conservator și comentator american (d. 2008)
- 1926: Tsung-Dao Lee, fizician chinez, laureat Nobel (d. 2024)
- 1932: Dumitru Carabăț, scenarist, teoretician de film și autor de literatură de specialitate român (d. 2020)
- 1941: Pete Best, primul baterist al trupei The Beatles
- 1941: Emil Hossu, actor român de teatru și film (d. 2012)
- 1954: Emir Kusturica, regizor de film iugoslav
- 1955: Valeriu Cosarciuc, politician moldovean
- 1955: Najib Mikati, politician și om de afaceri libanez, prim-ministru al Libanului (2005, 2011–2014, 2021-2025)
- 1958: Alain Chabat, actor, regizor, scenarist, producător, umorist și prezentator de televiziune francez.
- 1968: Bülent Korkmaz, fotbalist turc
- 1972: Ibrahim Dossey, fotbalist ghanez (d. 2008)
- 1972: József-György Kulcsár-Terza, politician român
- 1975: Aurelian Mihai, politician român
- 1977: Ioan Silviu Suciu, gimnast român
- 1978: Katherine Heigl, actriță americană
- 1987: Jeremain Lens, fotbalist neerlandez
- 1990: Tom Odell, cântăreț și compozitor englez

## Decese
- 1518: Vannozza dei Cattanei, amanta cardinalului Rodrigo Borgia, viitorul Papă Alexandru al VI-lea (n. 1442)
- 1715: Hedwig Eleonora de Holstein-Gottorp, regină consort a Suediei (n. 1636)
- 1724: Ernst Ludwig I, Duce de Saxa-Meiningen (n. 1672)
- 1741: Ulrica Eleonora a Suediei, regină a Suediei (n. 1688)
- 1785: Frederica de Württemberg (n. 1765)
- 1848: William Lamb, Viconte de Melbourne, prim ministru al Marii Britanii (n. 1779)
- 1898: Giuseppe Bertini, pictor italian (n. 1825)

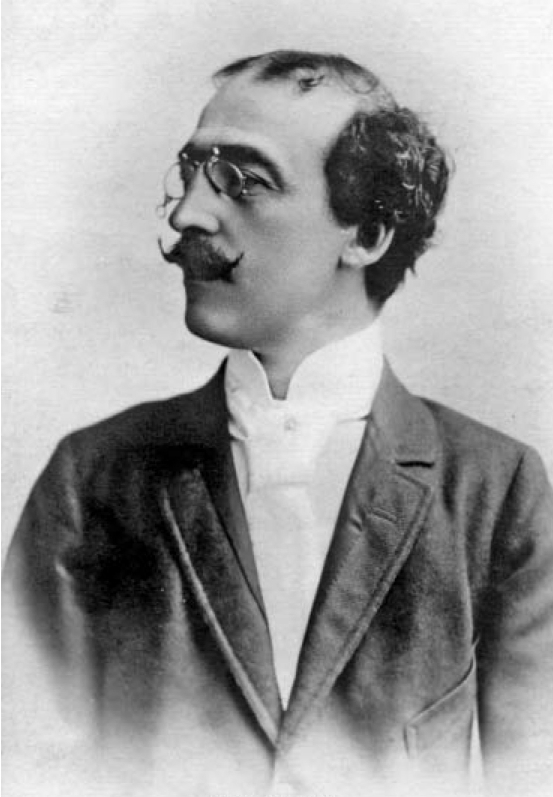
Alexandru Macedonski, poet român
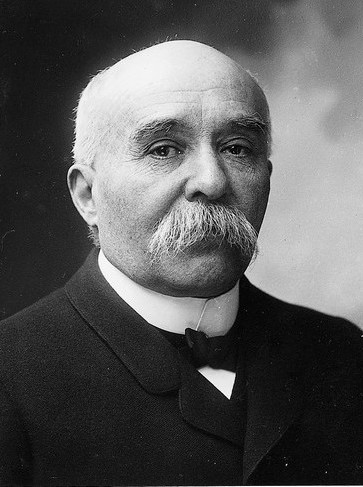
Georges Clemenceau, prim-ministru al Franței
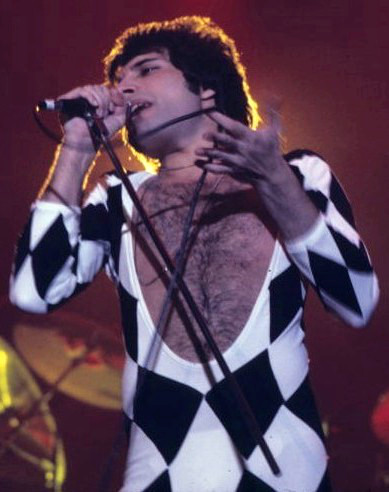
Freddie Mercury, muzician britanic

- 1916: Prințesa Adelheid-Marie de Anhalt-Dessau, Mare Ducesă de Luxemburg (n. 1833)
- 1920: Alexandru Macedonski, poet român (n. 1854)
- 1927: Ion I. C. Brătianu (Ionel Brătianu), politician român, prim-ministru al României (1909-1911, 1914-1919 și 1922-1927), președinte al Partidului Național Liberal (n. 1864)
- 1929: Georges Clemenceau, politician francez, prim-ministru al Franței (n. 1841)
- 1938: Prințul Johann Georg al Saxoniei (n. 1869)
- 1949: René Maire, botanist și micolog francez (n. 1878)
- 1957: Diego Rivera, pictor mexican, comunist activist și soțul pictoriței Frida Kahlo (n. 1886)
- 1960: Marea Ducesă Olga Alexandrovna a Rusiei, sora Țarului Nicolae al II-lea (n. 1882)
- 1967: Niki Atanasiu, actor român (n. 1907)
- 1991: Freddie Mercury, muzician britanic, liderul trupei de muzică rock Queen (n. 1946)
- 2009: Samak Sundaravej, prim-ministru thailandez (n. 1935)
- 2017: Cornel Pelmuș, scrimer român (n. 1933)

## Sărbători
- Sfântul Sfințit Mucenic Clement, episcopul Romei; Sf. Petru, episcopul Alexandriei (calendar creștin-ortodox)
- Sfântul papă Clement; Sfântul Petru al Alexandriei (calendar greco-catolic)
- Sfinții Martiri din Vietnam (calendar romano-catolic)
- 2005 - SUA - Ziua Recunoștinței (Thanksgiving Day)